# Leon Jankielewicz
Leon Jankielewicz (ur. 3 stycznia 1950 w rejonie solenicznickim) – polski działacz komunistyczny na Litwie, przewodniczący Rejonowego Komitetu Wykonawczego w Solecznikach (1988–1989), w latach 1990–1992 poseł do Rady Najwyższej Litwy. 

## Życiorys
W 1976 ukończył studia w Moskiewskiej Akademii Weterynarii, uzyskując specjalność lekarza weterynarii, zaś w 1983 został absolwentem Wyższej Szkoły Partyjnej w Leningradzie. 
Od 1968 pracował jako lekarz w placówkach rejonu solecznickiego. W latach 1972–1978 był II i I sekretarzem Komsomołu w rejonie solenicznickim, następnie zaś kierował wydziałem w komitecie rejonowym Komunistycznej Partii Litwy (1978–1981). Od 1983 do 1988 pracował w Komitecie Centralnym KPL, zaś w latach 1988–1989 pełnił obowiązki przewodniczącego Rejonowego Komitetu Wykonawczego w Solecznikach. Od 1989 był I sekretarzem KPL w rejonie solecznickim. 
W wyborach z 1990 uzyskał mandat posła do Rady Najwyższej Litewskiej SRR z ramienia KPL. W maju 1991 przystąpił do frakcji polskiej w Radzie Najwyższej. 
Po odejściu z Sejmu był sądzony w tzw. procesie autonomistów – polskich samorządowców z Wileńszczyzny, którzy wykorzystując upadek ZSRR dążyli do powołania autonomicznego kraju wileńskiego w składzie Litwy.